# Weil am Rhein
Weil am Rhein – miasto w Niemczech, w kraju związkowym Badenia-Wirtembergia, w rejencji Fryburg, w regionie Hochrhein-Bodensee, w powiecie Lörrach. Leży nad Renem, przy granicy z Francją i Szwajcarią.

## Współpraca
Miejscowości partnerskie:
- Wielka Brytania: Bognor Regis
- Francja: Huningue
- Niemcy (Brandenburgia): Trebbin

## Zobacz też

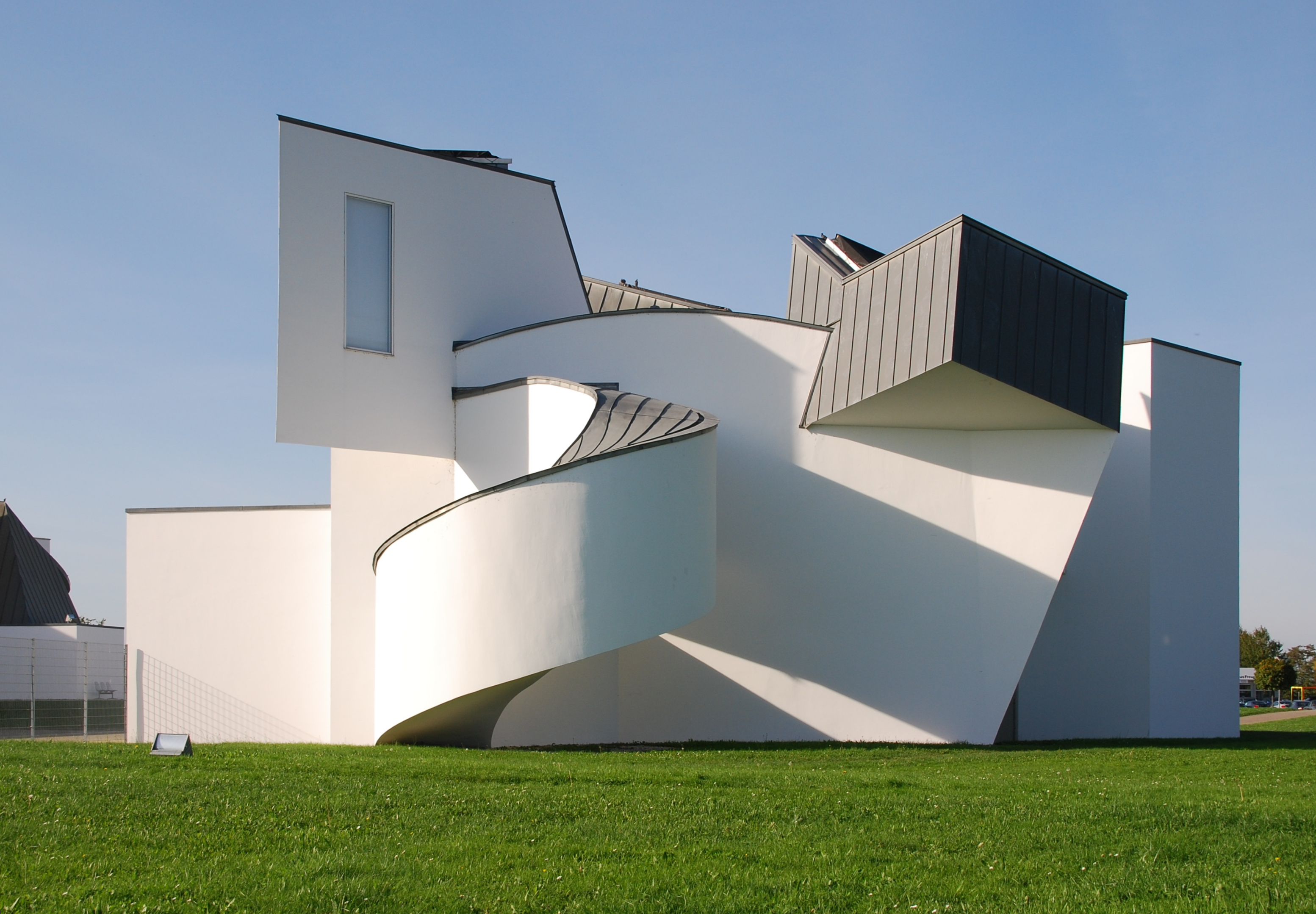
Vitra Design Museum
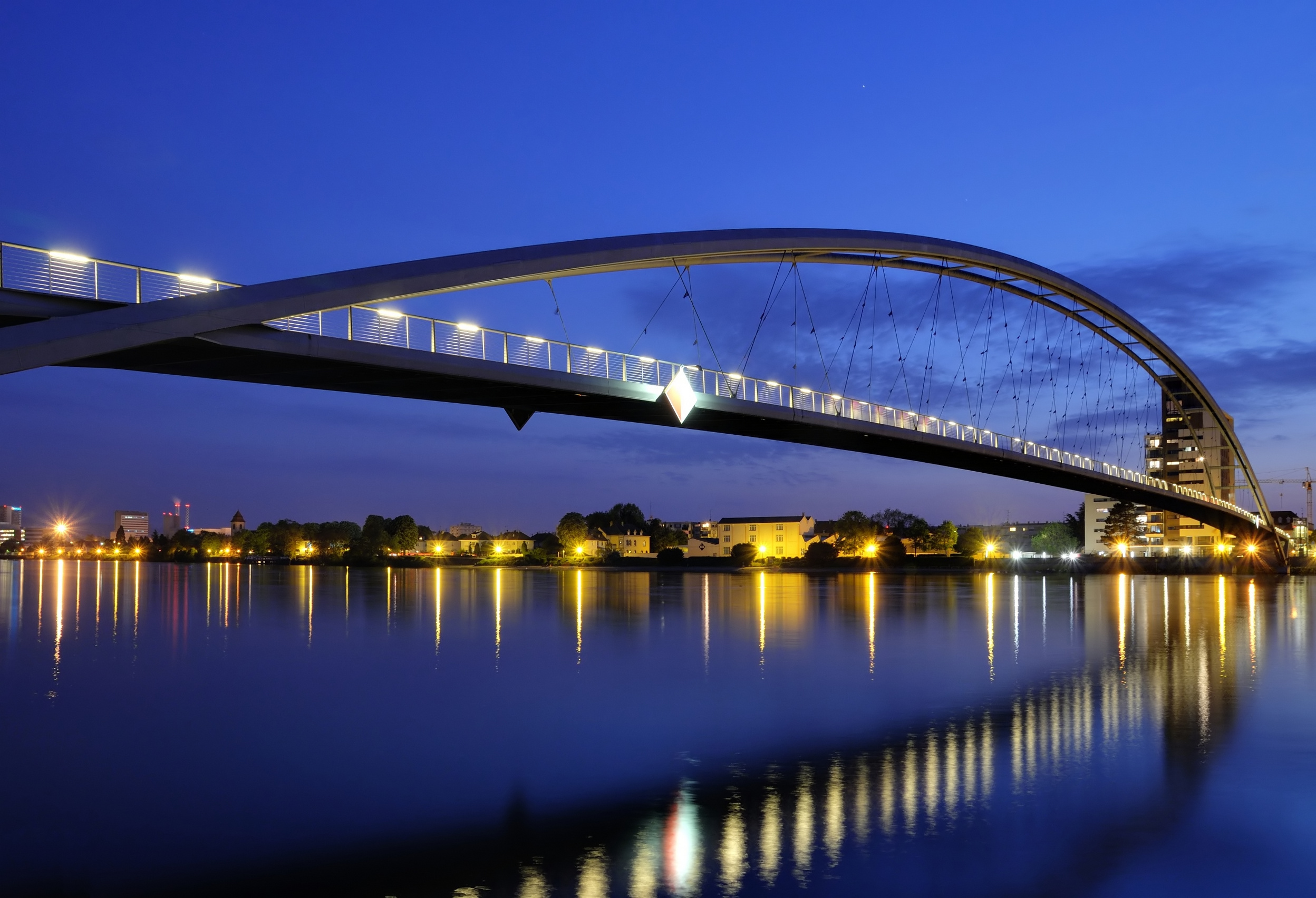
Most Trzech Krajów
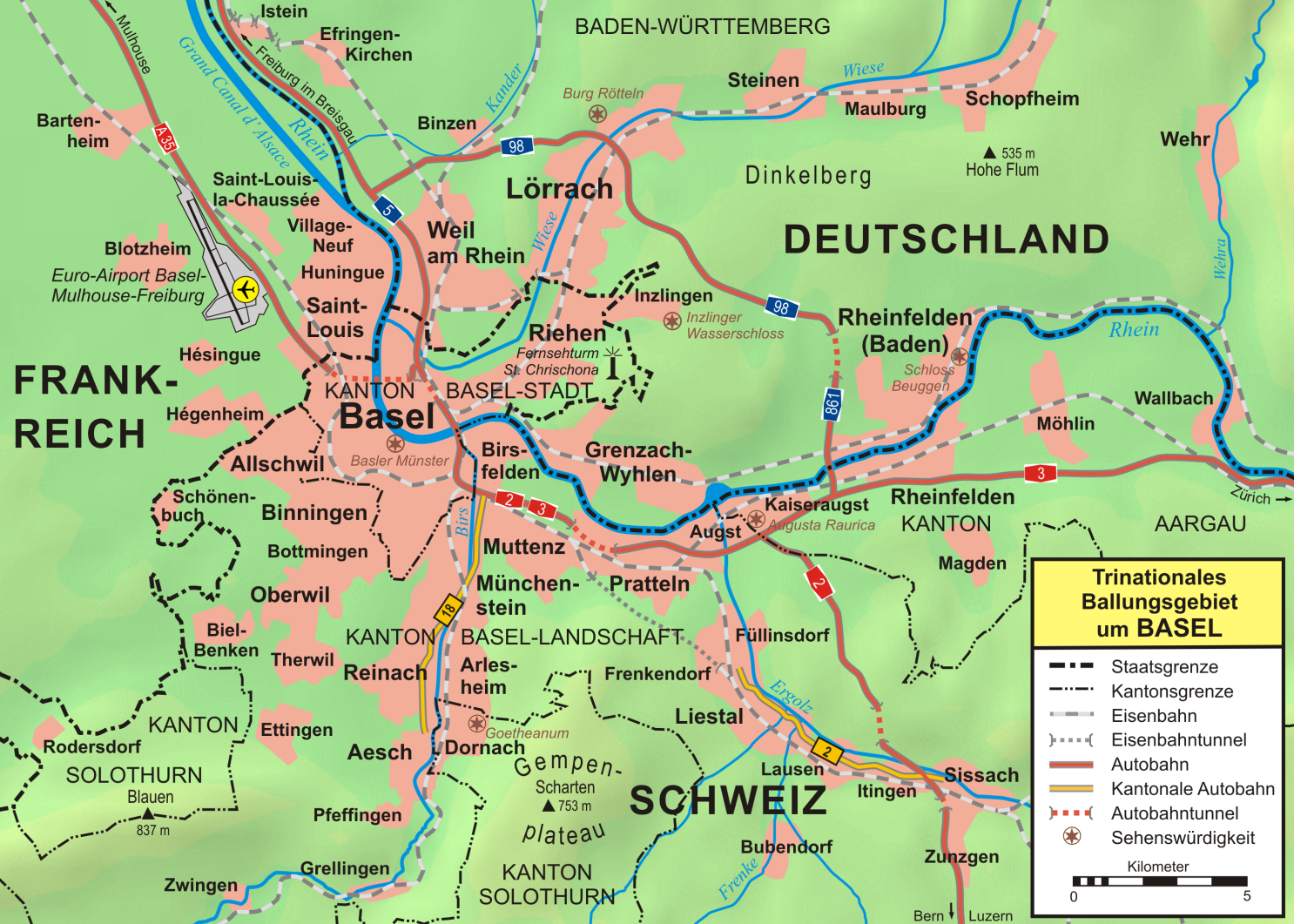
Okolice miasta